# Piedra Fundacional

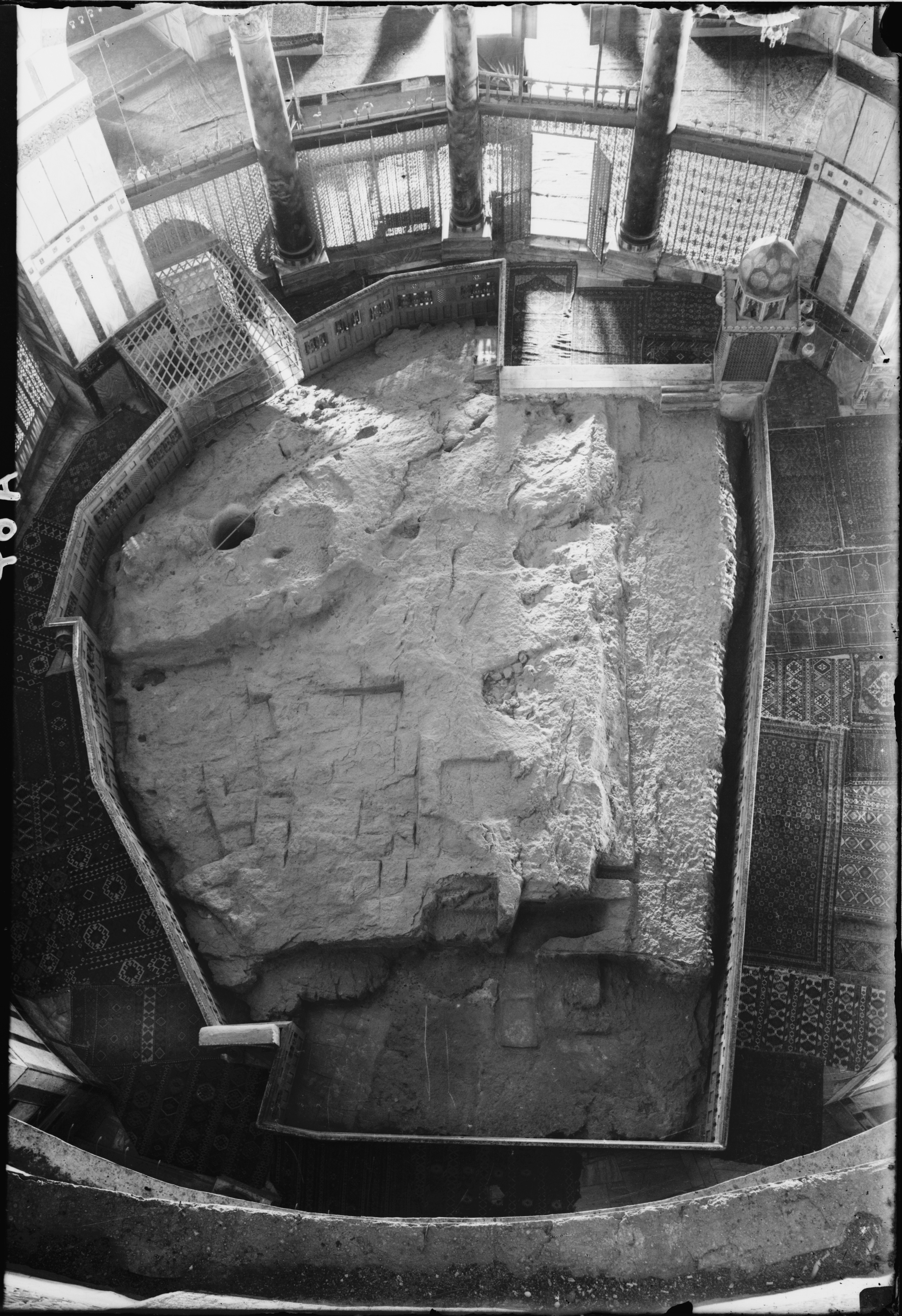
La Piedra Angular o Fundacional en el piso del santuario de la Cúpula de la Roca en Jerusalén. El agujero redondo en la parte superior izquierda se adentra en una pequeña cueva, conocida como el Pozo de las Almas, debajo. La estructura en forma de jaula justo después del agujero cubre la entrada en escalera a la cueva (el sur está hacia la parte superior de la imagen).

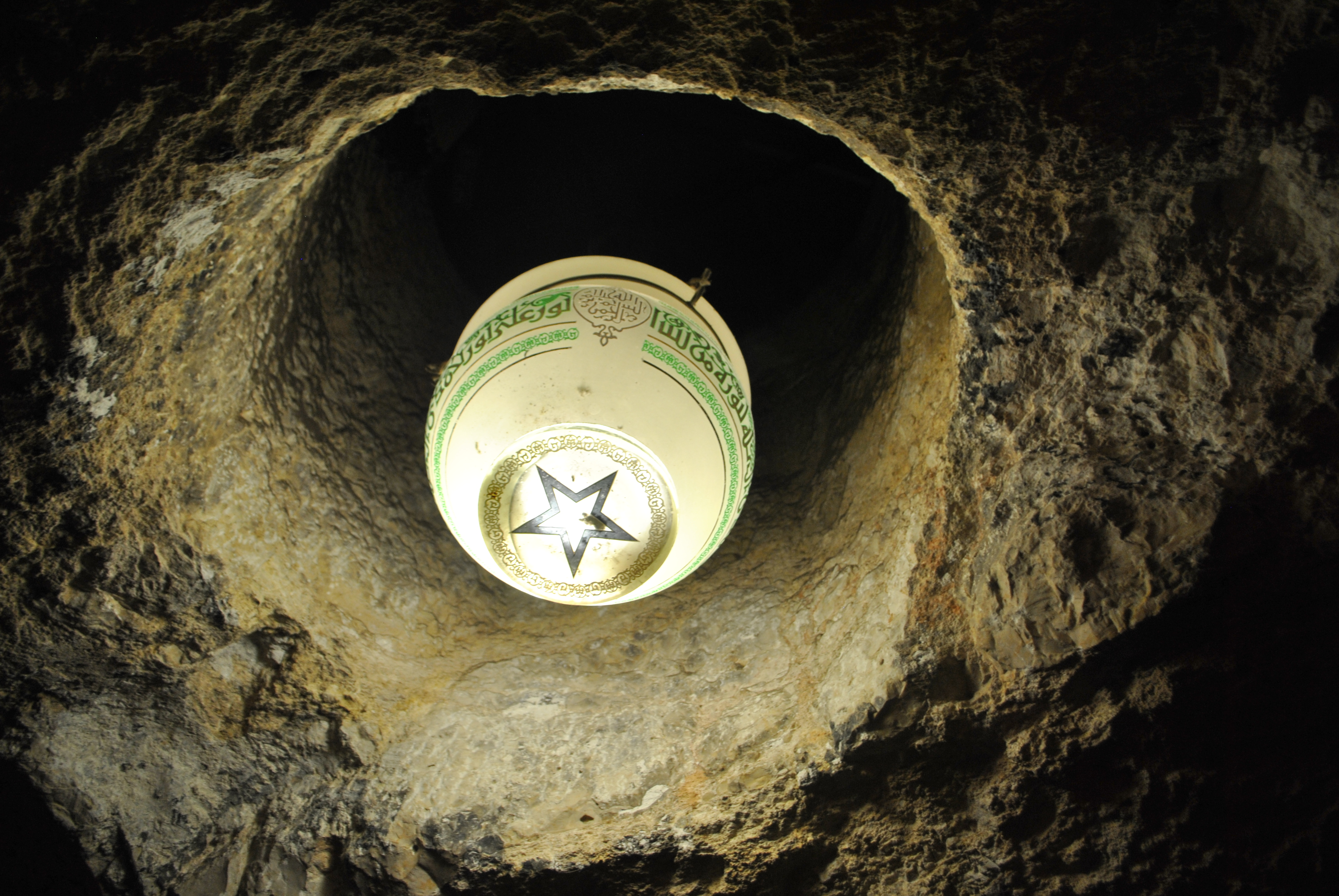
La parte inferior de la Piedra Angular, foto tomada desde el Pozo de las Almas

La Piedra Fundacional es la roca que se encuentra en el centro de la mezquita Cúpula de la Roca en Jerusalén. Es conocida también como la Piedra Perforada o la Piedra Angular (en hebreo: אבן השתייה‎, Even ha-Shtiyya, o סֶּלַע, Sela, lit., la roca manantial y en árabe: الصخرة المشرفة‎, al-Sakhrah al-Musharrafah, lit., la roca noble). Tiene un pequeño agujero en la esquina suroriental que se adentra en una caverna bajo la roca, conocida como el Pozo de las Almas. 
Antes, en ese lugar estaba situado el Segundo Templo judío, destruido por los romanos en el año 70, el lugar más sagrado del judaísmo (Tanhuma, capítulo 10) por lo cual los judíos de todo el mundo rezan mirando a Jerusalén durante la oración llamada Amidá.[cita requerida]
Hay un debate entre las fuentes judías sobre qué parte del Segundo Templo se encontraba en el lugar donde hoy está la Roca Fundacional: el Sanctasanctórum o el Altar Exterior. Si fuera este último, explicaría los agujeros que hay en la piedra porque ahí se hacían los sacrificios. No hay una opinión definitiva sobre el asunto. 
La tradición judía ve al Sanctasanctórum como la unión espiritual entre el Cielo y la Tierra; el axis mundi.

## Ubicación
La roca se encuentra hacia el centro del Monte del Templo, una plataforma artificial construida y expandida a lo largo de muchos siglos. La forma actual es el resultado de una expansión hecha por Herodes el Grande sobre una cima llamada Monte Moriá, que era tres milenios atrás el lugar más elevado en la Jerusalén antigua en la proximidad de la Ciudad de David. [cita requerida]
Existe alguna controversia entre los académicos seculares respecto a si se pueden equiparar el Monte Moriá, el Monte del Templo y la Piedra Angular como el lugar donde ocurrieron ciertos eventos según la narrativa bíblica.[cita requerida]
Escritos judíos primitivos ayudan a confirmar que la Cúpula de la Roca, terminada en 691, es el lugar del Sanctasanctórum y, por lo tanto, la ubicación de la Piedra Angular. El Pirkei De-Rabbi Eliezer, una narración midráshica sobre los eventos más importantes de la Torá, y que se cree fue compilado en Italia poco después del año 833, afirma que: "El rabí Ismael dijo: En el futuro, los hijos de Ismael (los árabes) harán quince cosas en la Tierra de Israel… Cercarán las brechas de los muros del Templo y construirán un edificio en el sitio del santuario." 
Diferentes rabinos han discutido acerca de la ubicación precisa de la roca. David ben Solomon ibn Abi Zimra estaba convencido de que "debajo de la cúpula del Monte del Templo, que los árabes llaman El-Sakhrah, sin lugar a dudas está la ubicación de la Piedra Angular." En Los viajes de Petachia de Ratisbona (c. 1180), Los viajes de Benjamín de Tudela y Los viajes del Estudiante de Ramban se afirma que "en el Monte del Templo se erige un hermoso santuario que un rey árabe construyó hace mucho tiempo, sobre el lugar del santuario y el patio del Templo." Obadiah ben Abraham Bartenura, quien escribió una carta desde Jerusalén en 1488, dice: "Busqué el lugar de la Piedra Angular en donde se puso el Arca de la Alianza, y muchos me dijeron que se encuentra debajo de una cúpula alta y hermosa que los árabes construyeron en los límites del Templo."
Otras fuentes tradicionales discrepaban. Partiendo de la creencia de que el Muro Sur del Monte del Templo tal como se erigía en su tiempo era el mismo Muro Sur de la era bíblica, argumentaron que las medidas dadas en el Talmud no concuerdan. El Sanctasanctórum termina quedando demasiado al norte y, por tanto, ubican la Piedra Angular en una ubicación directamente opuesta a la sección expuesta actual del Muro Occidental, donde no hay ningún edificio actualmente. Esta es la opinión de Isaac Luria y de Maharsha, quienes afirman que la profecía de que "Sión se convertirá en un campo arado" indica que no se establecerá ninguna morada allí hasta el momento de la Redención. Se deduce de allí, por tanto, que la huella del patio del Templo y del Sanctasanctórum se encuentra situada en el área sin construir entre la Cúpula de la Roca y la Mezquita de al-Aqsa.
Algunos creen que el lugar se encuentra al norte de la Cúpula de la Roca, en dirección opuesta a la Puerta de la Misericordia, que Emmanuel Hai Ricci identifica como la Puerta Shushan mencionada en el Talmud. Esta puerta fue descrita como ubicada en sentido opuesto a la entrada del santuario.
Los académicos judíos modernos enumeran cuatro posibles ubicaciones de la Piedra Angular:
1. La piedra que estaba ubicada debajo del Arca de la Alianza es la que está debajo de la Cúpula de la Roca.[13]
2. La piedra que estaba ubicada debajo del altar es ahora la que está debajo de la Cúpula de la Roca.[14]
3. La piedra que estaba ubicada debajo del Arca de la Alianza está ahora cerca de la fuente de El Kas al sur de la Cúpula de la Roca.[9]
4. La piedra que se encontraba debajo del Arca de la Alianza se encuentra ahora dentro de la Cúpula de los Espíritus situada al norte de la Cúpula de la Roca.[11]

## Descripción

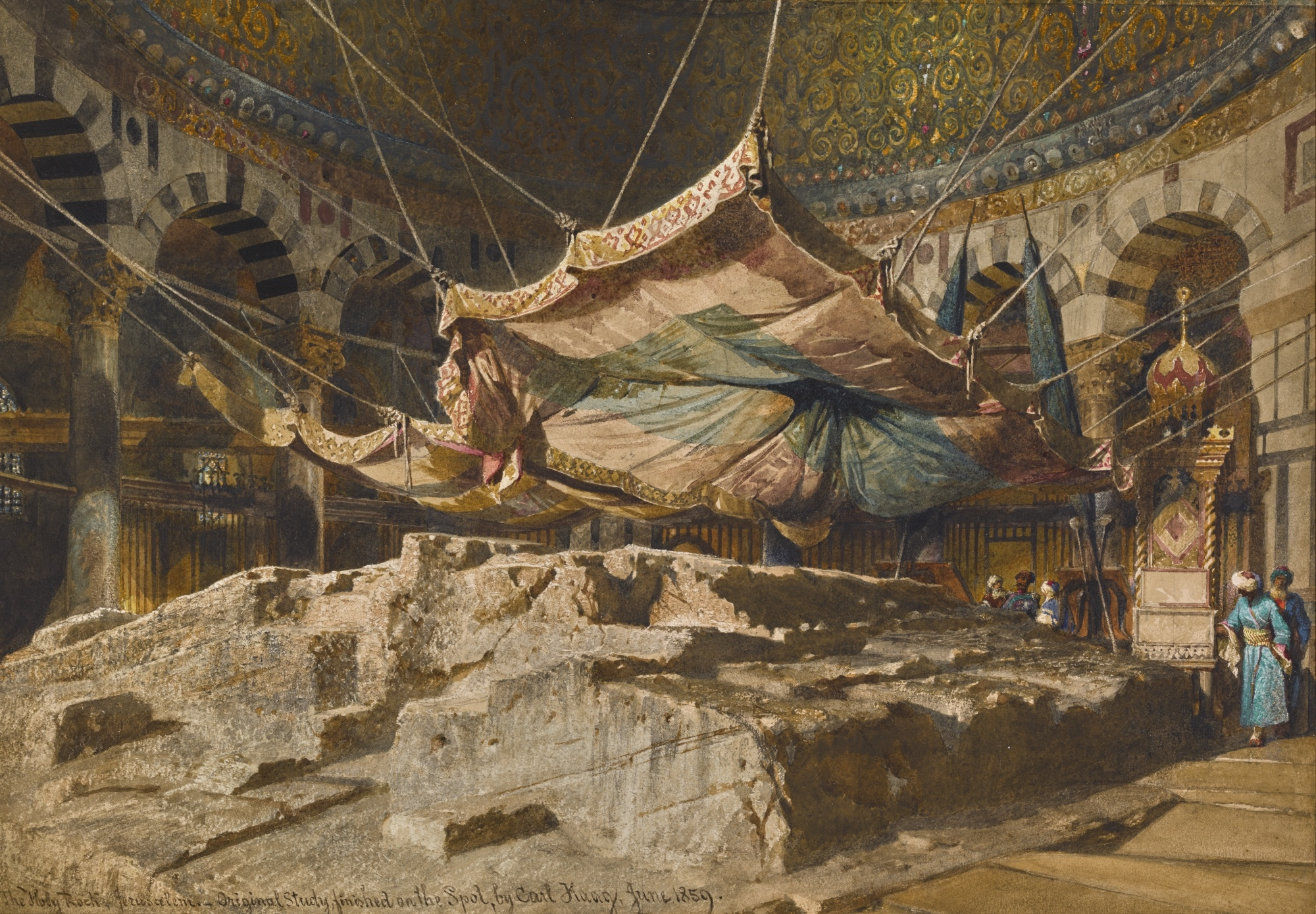
Acuarela de 1859 de la Piedra Angular por Carl Haag

Si bien la roca es parte de la caliza karst circundante de la era turoniense alta del cretácico superior, de 90 millones de años de antigüedad,[cita requerida] el costado sur forma una saliente, con un espacio entre ésta y el terreno circundante. Actualmente, un conjunto de escalones utiliza este espacio para brindar acceso desde la Cúpula de la Roca hasta el Pozo de las Almas que se encuentra debajo. 

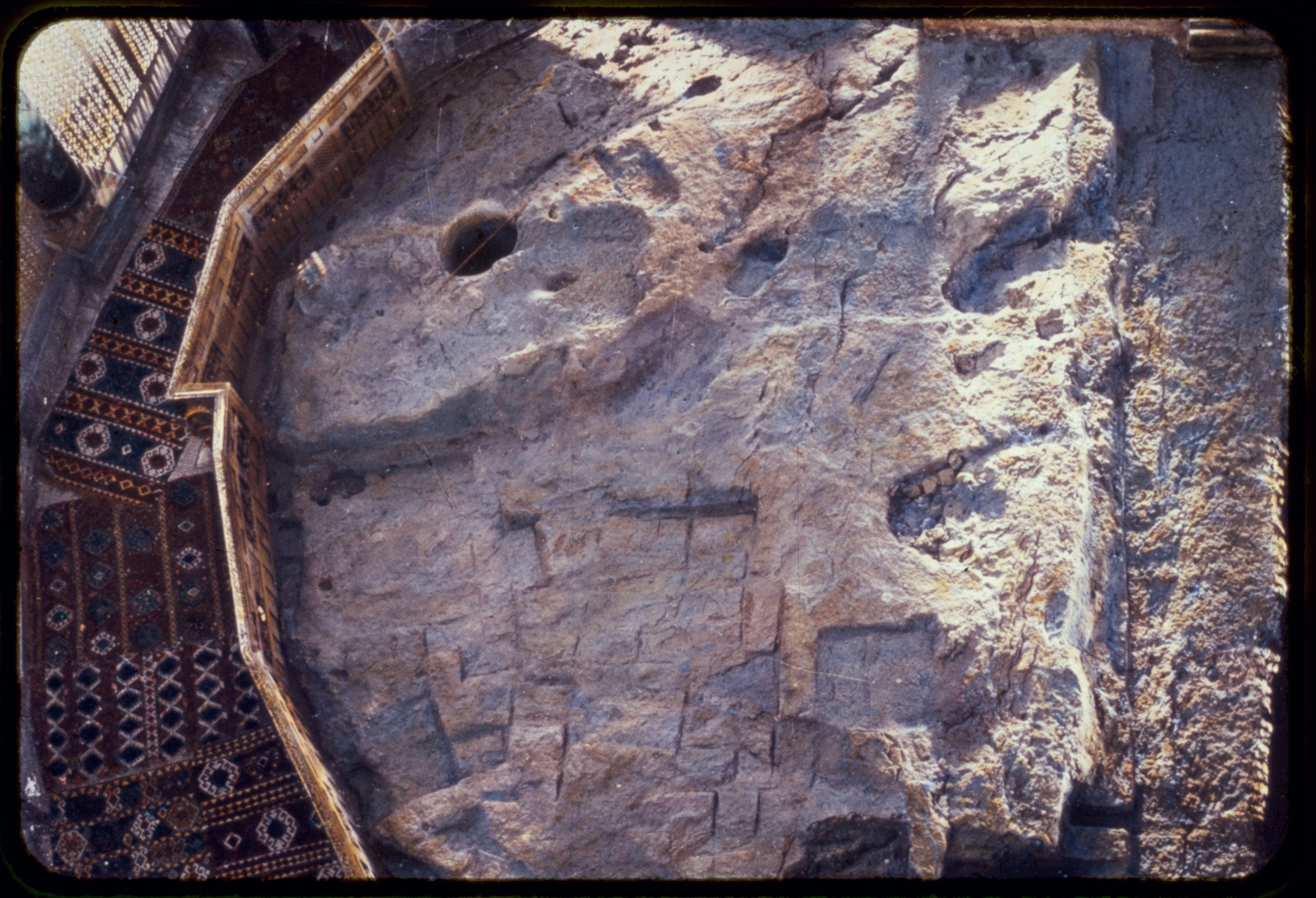
Fotografía de la Piedra Angular tomada en la segunda mitad del.

La roca tiene varios cortes artificiales en su superficie, generalmente atribuidos a los cruzados, quienes causaron daño tan frecuentemente y de manera tan severa a la roca que los reyes cristianos de Jerusalén colocaron una losa protectora de mármol sobre ella. Saladino retiró la losa de mármol. Más recientemente se ha especulado que varias características artificiales de la superficie de la roca pueden ser sustancialmente anteriores a las cruzadas.[cita requerida] El arqueólogo Leen Ritmeyer señala que hay secciones de la roca cortadas completamente planas, que tienen un ancho de norte a sur de 6 codos, precisamente el ancho que la Mishná le atribuye a la pared del Sanctosanctórum, y en consecuencia Ritmeyer propuso que estas secciones planas constituyen trincheras de cimentación sobre las cuales se levantaron las paredes del templo original. Sin embargo, según Flavio Josefo[cita requerida] había 31 escalones hasta el Sanctosanctórum desde el nivel inferior del Monte del Templo, y la Mishná identifica 29 escalones en total,[cita requerida] midiendo cada escalón medio codo de altura (según la Mishná); esto corresponde a una altura de al menos 22 pies. La altura del Sakhra es de 21 pies por encima del nivel inferior del Monte del Templo y, por lo tanto, debería haber estado debajo del suelo. [cita requerida]
Midiendo la superficie plana como la posición de la pared sur de un recinto cuadrado, cuyos costados oriental y norte están formados por el escarpe bajo de corte limpio en estos bordes de la roca, en la posición del hipotético centro se encuentra un corte rectangular en la roca que tiene unos 2.5 codos (120.4 cm) de largo y 1.5 codos (72.24 cm) de ancho, que son las dimensiones del Arca de la Alianza (según el Libro del Éxodo). 
La Mishná describe la altura de la roca como de tres anchos de pulgar (6 cm) sobre el suelo. Radbaz discute la aparente contradicción de las medidas de la Mishná y la medida real de la roca dentro de la Cúpula que estima como de la "altura de dos hombres" sobre el suelo. Concluyó que se han producido muchos cambios en la configuración natural del Monte del Templo que pueden atribuirse a las excavaciones realizadas por los diversos ocupantes de Jerusalén desde la construcción del Segundo Templo.

## Importancia para los judíos
Este es el lugar más sagrado del judaísmo. Los judíos de todo el mundo rezan hacia la Piedra Angular. 
El midrash Tanhuma, de la era romana, resume la centralidad y santidad de este sitio en el judaísmo: 
Así como el ombligo se encuentra en el centro del cuerpo humano,
así la tierra de Israel es el ombligo del mundo...
situado en el centro del mundo,
y Jerusalén en el centro de la tierra de Israel,
y el santuario en el centro de Jerusalén,
y el lugar sagrado en el centro del santuario,
y el arca en el centro del lugar sagrado,
y la Piedra Angular delante del lugar sagrado,
pues sobre ella se fundó el mundo.
Según los sabios del Talmud, fue a partir de esta roca que se creó el mundo, siendo ella misma la primera parte de la Tierra en existir. En palabras del Zohar, “El mundo no fue creado hasta que Dios tomó una piedra llamada Even ha Shetiya y la arrojó a las profundidades donde fue fijada desde arriba hasta abajo, y desde ella se expandió el mundo. Es el punto central del mundo y en este lugar se erigió el Sanctasanctórum."
Según el Talmud, fue cerca de aquí, en el lugar del altar, que Dios reunió la tierra con la que se formó Adán. Fue sobre esta roca que Adán — y luego Caín, Abel y Noé — ofrecían sacrificios a Dios. Las fuentes judías identifican esta roca como el lugar del sacrificio de Isaac mencionado en la Biblia, donde Abraham cumplió la prueba de Dios para ver si estaría dispuesto a sacrificar a su hijo. La montaña se identifica como Moriá en Génesis 22. También se identifica como la roca sobre la cual Jacob soñó con ángeles subiendo y bajando por una escalera y, en consecuencia, consagrándola y ofreciendo sacrificio sobre ella.
Cuando el rey David, según la Biblia, compró una era de propiedad de Ornán el jebuseo, se cree que fue sobre esta roca donde ofreció el sacrificio mencionado en el versículo. Quería construir un templo permanente allí, pero como tenía las manos "llenas de sangre," se le prohibió hacerlo él mismo. La tarea se le dejó a su hijo Salomón, quien completó el templo alrededor del año 950 a. C. 
La Mishná en el tratado Yoma menciona una piedra situada en el Sanctasanctórum que era llamada Shetiya y que había sido revelada por los primeros profetas (es decir, David y Samuel).
Una fuente cristiana primitiva que nota el apego de los judíos a la roca puede encontrarse en el Itinerarium Burdigalense, escrito entre 333 y 334 cuando Jerusalén estaba bajo dominio romano, que describe una "piedra perforada a la cual vienen los judíos cada año y la ungen, se lamentan con gemidos, rasgan sus vestiduras, y así se van."

### Papel en el Templo
Situada dentro del Sanctosanctórum, esta fue la roca sobre la que se colocó el Arca de la Alianza en el Templo de Salomón. Durante el período del Segundo Templo cuando el Arca de la Alianza no estaba presente, la piedra era utilizada por el Sumo Sacerdote que ofrecía el incienso y rociaba la sangre de los sacrificios sobre ella durante el servicio de Yom Kipur. 

### Conmemoración en la ley judía
El Talmud de Jerusalén dice: 
"נשייא דנהגן דלא למי שתייה עמרא מן דאב עליל מנהג – שבו פסקה אבן שתייה". Las mujeres están acostumbradas a no preparar o poner hilos de urdimbre a un telar desde el rosh jodesh de av en adelante (hasta después del tisha b'av), pues durante el mes de av la Piedra Angular [y el Templo] fue destruida.
 Citando esto, la Mishna Berura establece que las mujeres no solo no deben preparar o unir hilos de urdimbre en los telares, sino que está prohibido que cualquier persona haga, compre o use ropa o zapatos nuevos desde el comienzo de la semana en que cae el tisha b'av hasta después del ayuno, y que idealmente no deberían hacerlo desde el comienzo del mes de av. Este tiempo se conoce como los nueve días. 
En conmemoración adicional de la Piedra Angular, también está prohibido comer carne o beber vino desde el comienzo de la semana en que cae Tisha B'av hasta después del ayuno. Algunos tienen la costumbre de abstenerse de estos alimentos desde el rosh jodesh de av, mientras que otros lo hacen desde el diecisiete de Tamuz.